# شیاطین دریا (فیلم ۱۹۵۳)
شیاطین دریا (انگلیسی: Sea Devils) یک فیلم ماجراجویی تاریخی انگلیسی-آمریکایی است که در سال ۱۹۵۳ به کارگردانی رائول والش و با بازی راک هادسن، ایوان دکارلو و ماکسول رید ساخته شده‌است. داستان این فیلم بر اساس رمان معروف رنجبران دریا نوشتهٔ ویکتور هوگو شکل گرفته. نام «شیاطین دریا» در ابتدا به عنوان عنوان تولید فیلم درنظر گرفته‌شده بود که در نهایت با همین نام انتشار یافت. صحنه‌های بر روی دریا، در اطراف جزایر مانش فیلم‌برداری شده بود. همین‌طور بسیاری از صحنه‌های دیگر (بر روی خشکی) نیز در همان جزایر فیلم‌برداری شد.